# Крачки
Кра́чки — село в Україні, у Чорноострівській селищній територіальній громаді Хмельницького району Хмельницької області. Населення становить 133 особи.

## Населення
Згідно з переписом УРСР 1989 року чисельність наявного населення села становила 217 осіб, з яких 77 чоловіків та 140 жінок.
За переписом населення України 2001 року в селі мешкали 133 особи. 100 % населення вказало своєю рідною мовою українську мову.

## Відомі особистості
В поселенні народився:
- Дембіцький Станіслав Йосипович (* 1946) — український лікар.
- Кропивницький Володимир Іванович (* 1946) — український педагог, композитор, музикознавець.

## Галерея

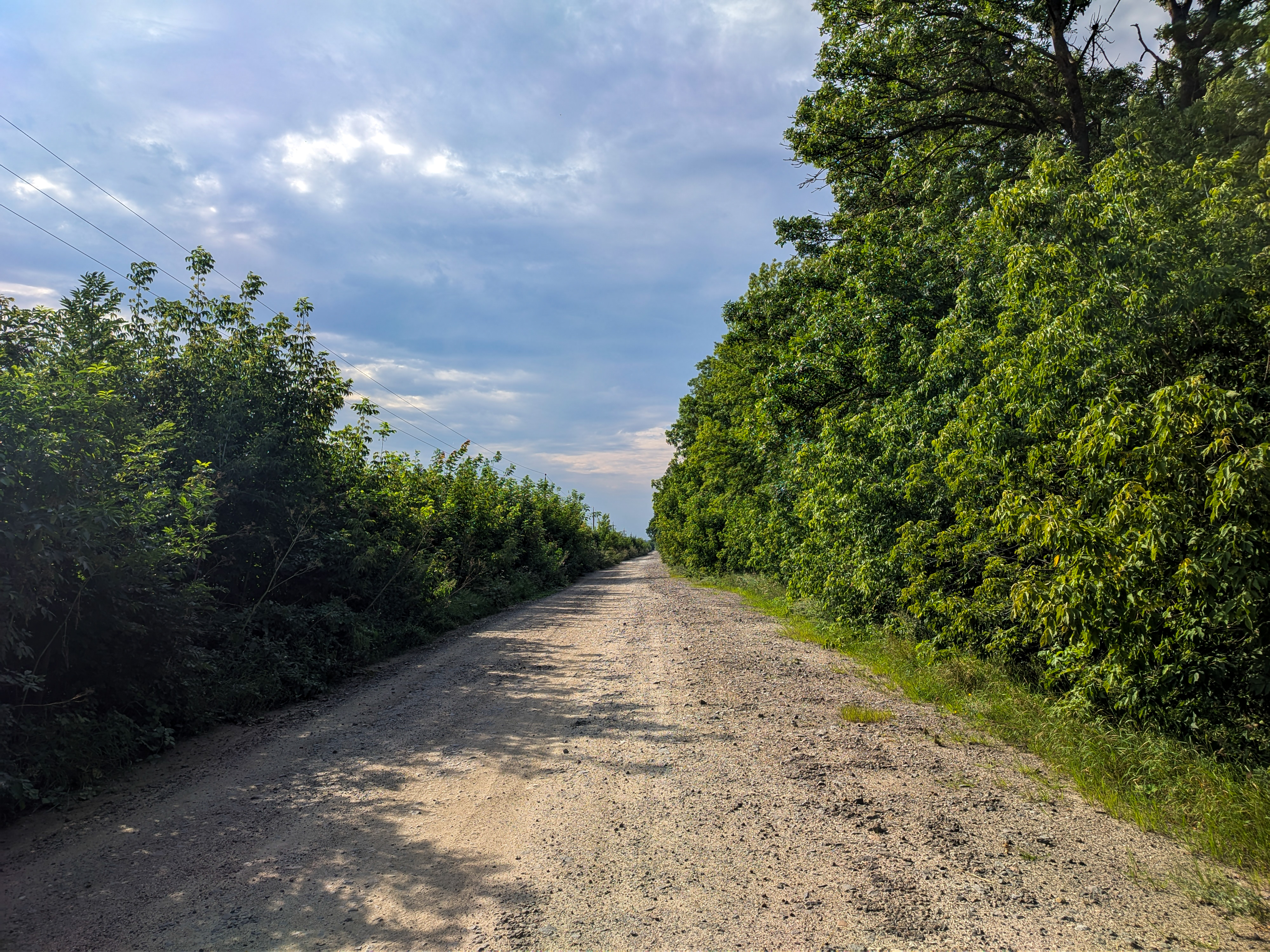
Дорога на село
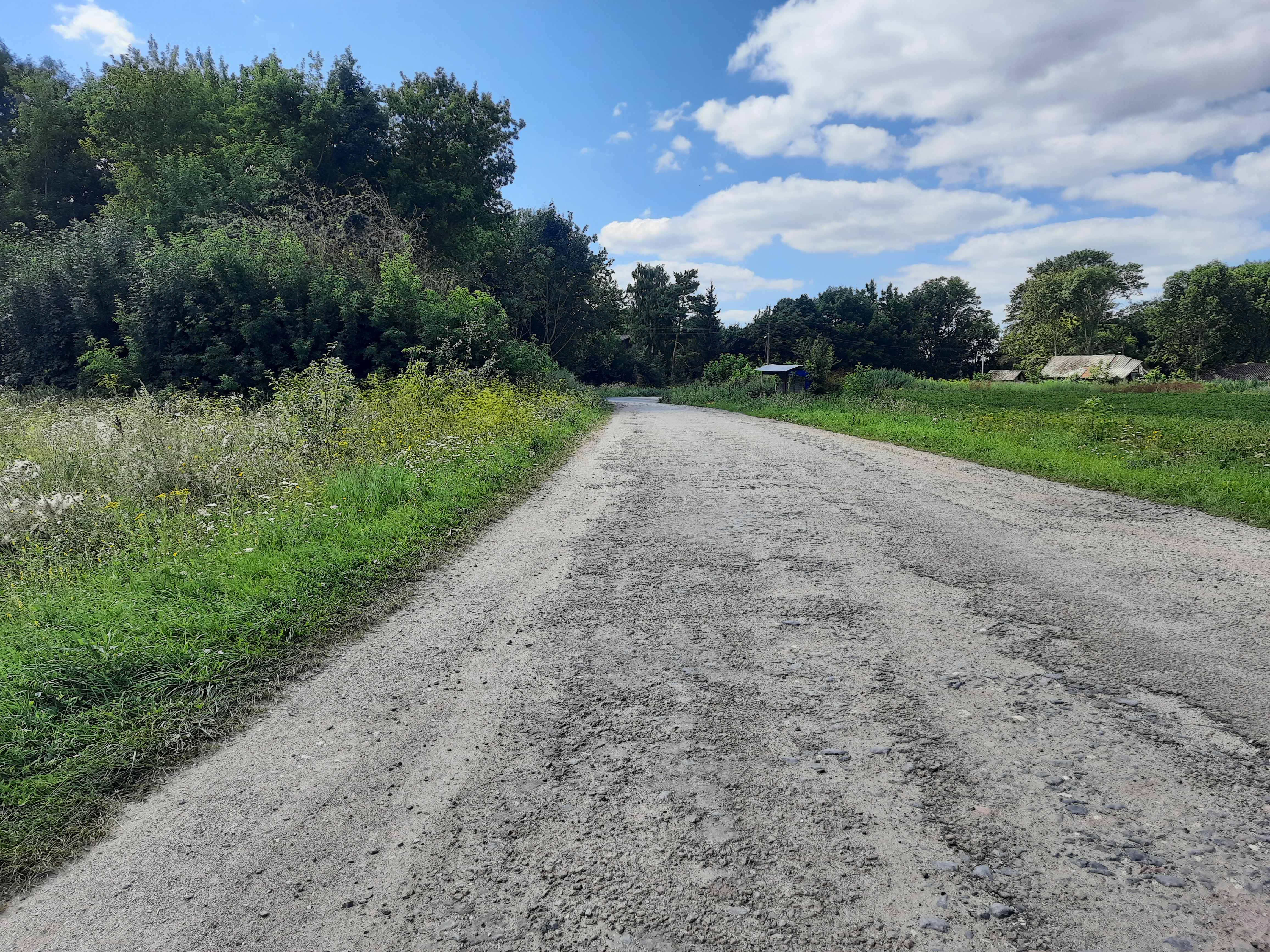
В'їзд у село
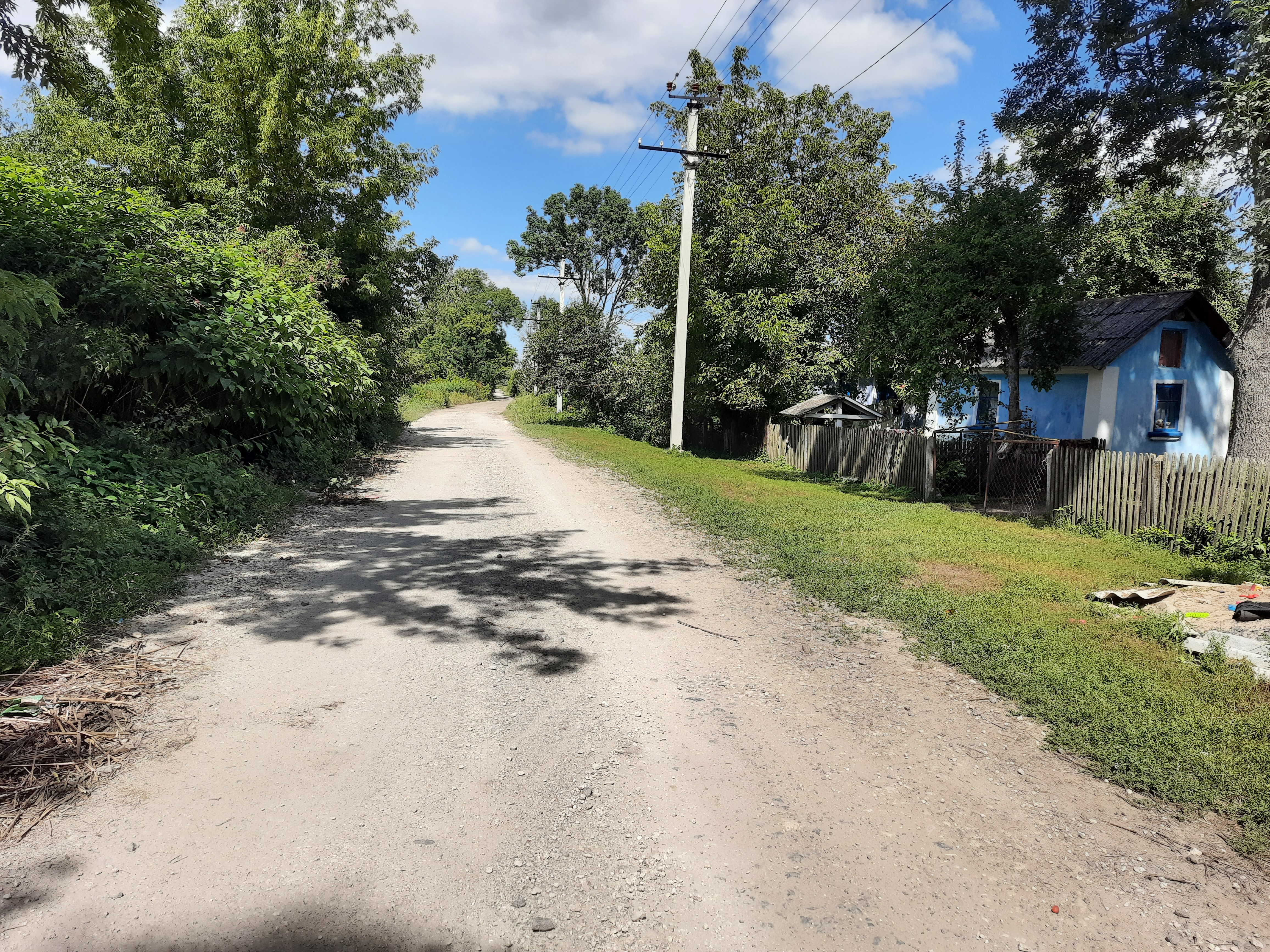
Сільська вулиця
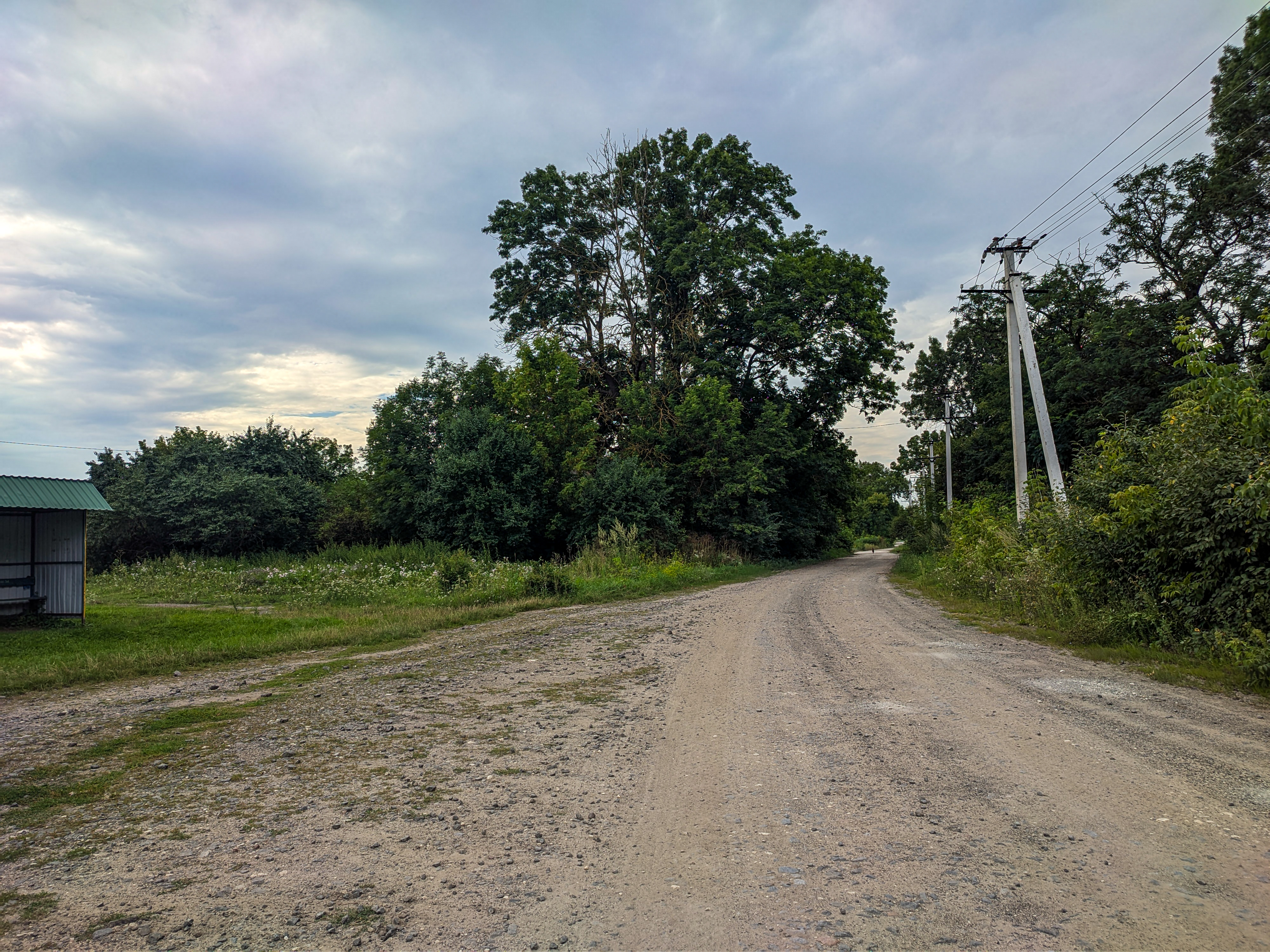
Центр села
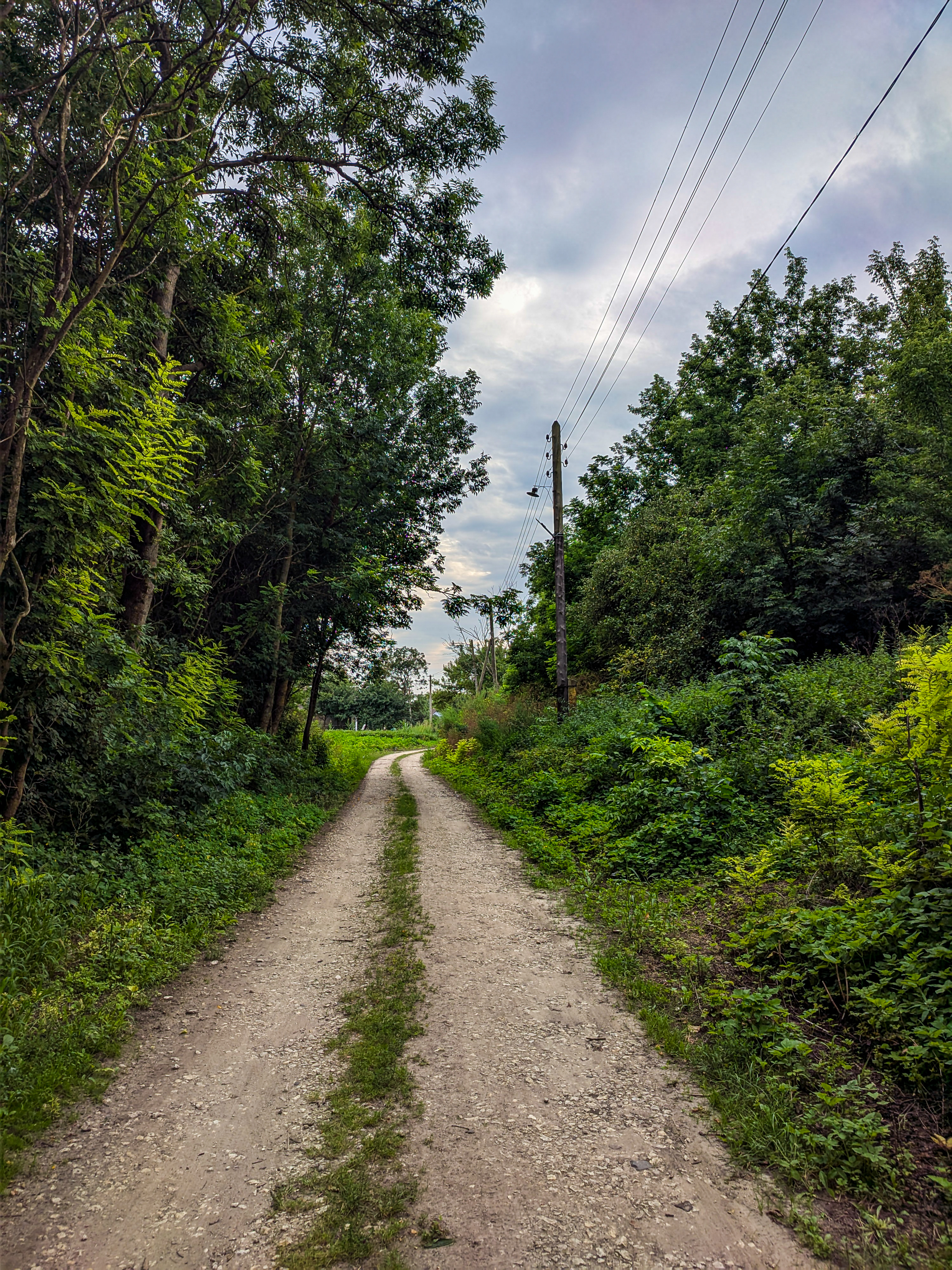
Одна із вулиць села
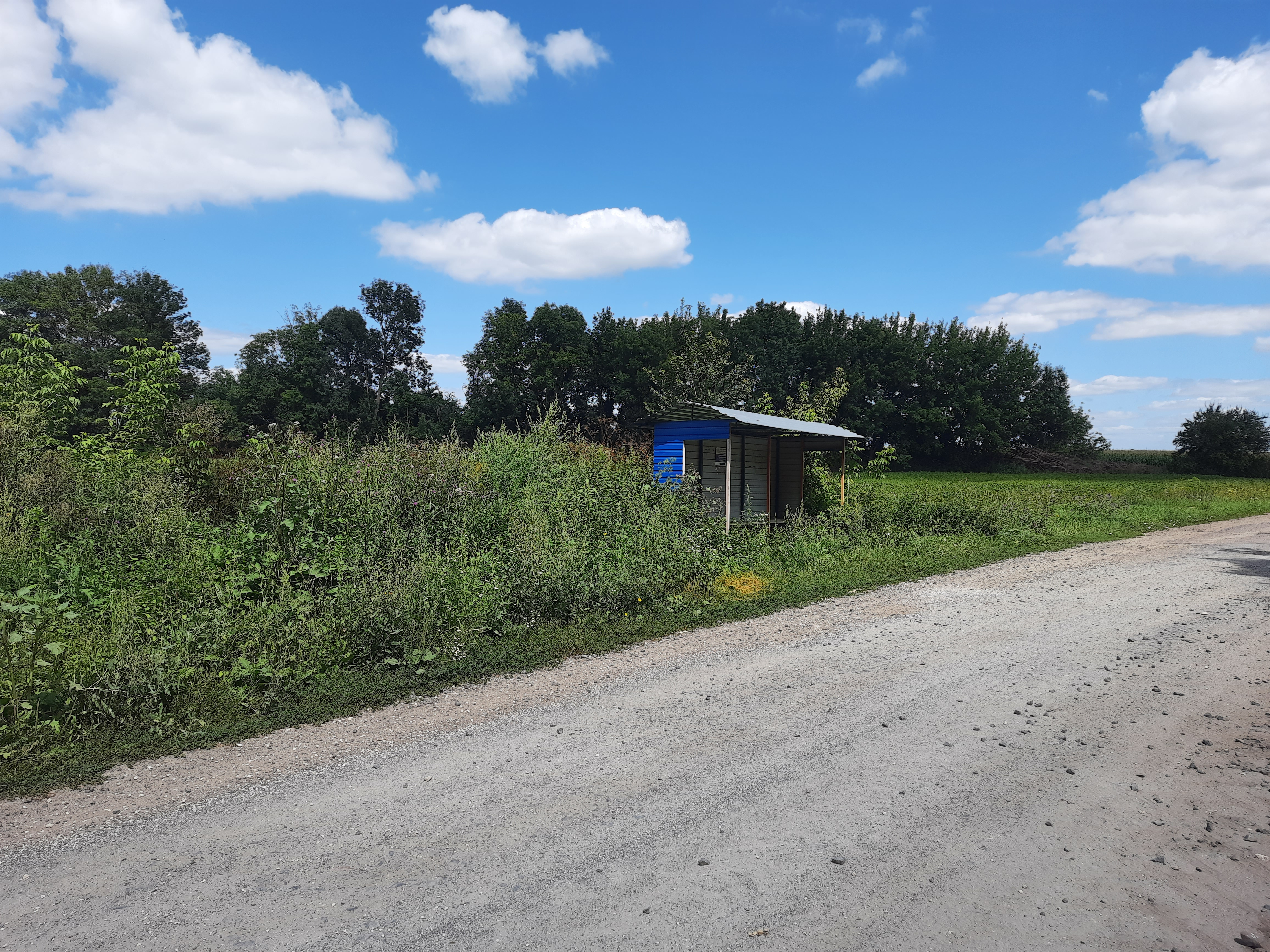
Автобусна зупинка
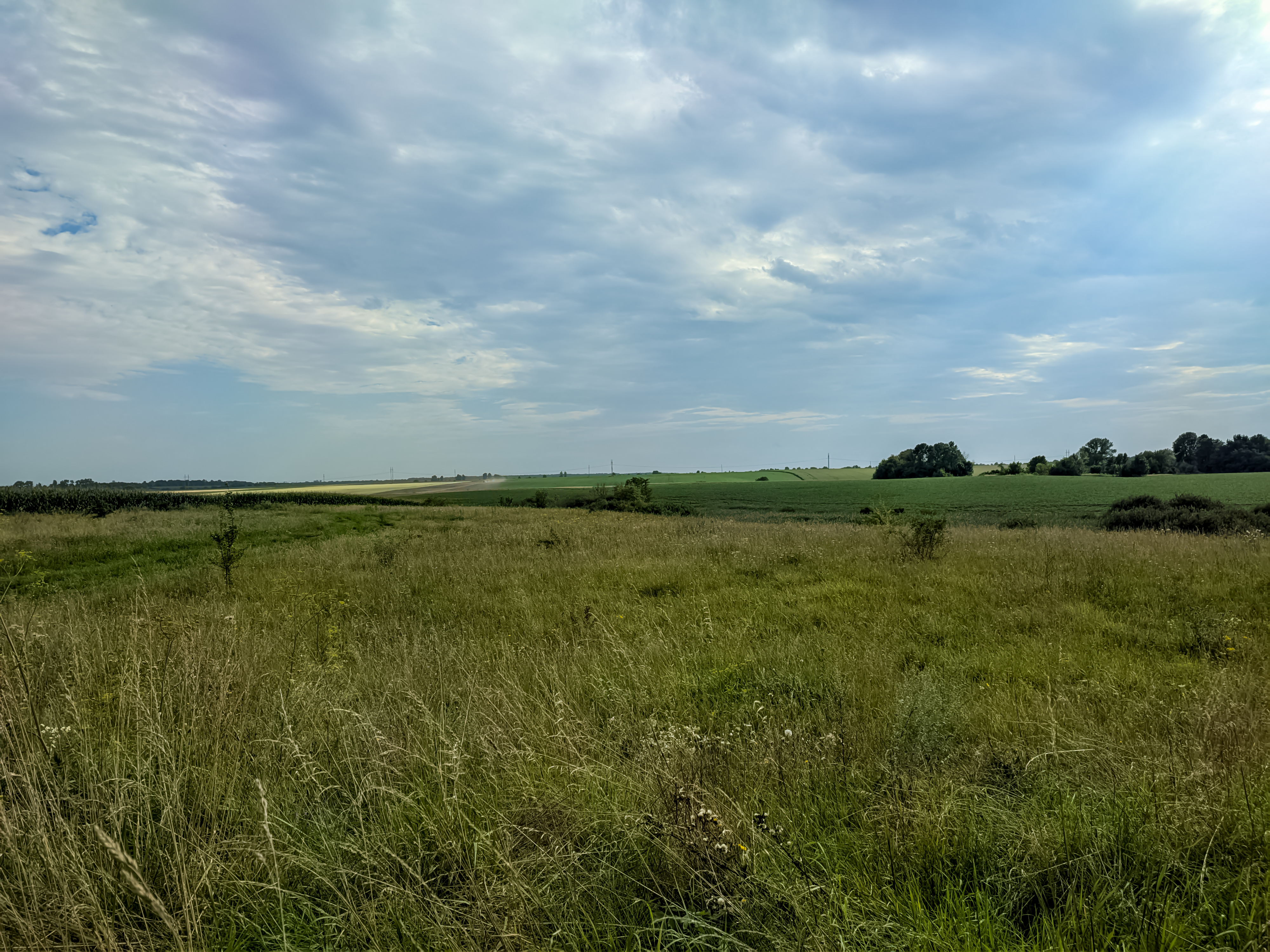
Літній пейзаж поблизу села